# Hav och strand
Hav och strand är en psalm vars text är skriven av Kerstin Hesslefors Persson och musiken är skriven av Göran Söderqvist.
Musikarrangemanget i Psalmer i 2000-talets koralbok är gjort av Anders Göranzon.

## Publicerad som
- Nr 815 i Psalmer i 2000-talet under rubriken "Verklighetsuppfattning, tillvaron som Guds skapelse".